# Puya ferruginea
Puya ferruginea là một loài thực vật có hoa trong họ Bromeliaceae. Loài này được (Ruiz & Pav.) L.B.Sm. miêu tả khoa học đầu tiên năm 1968.